# William Lewis Dewart

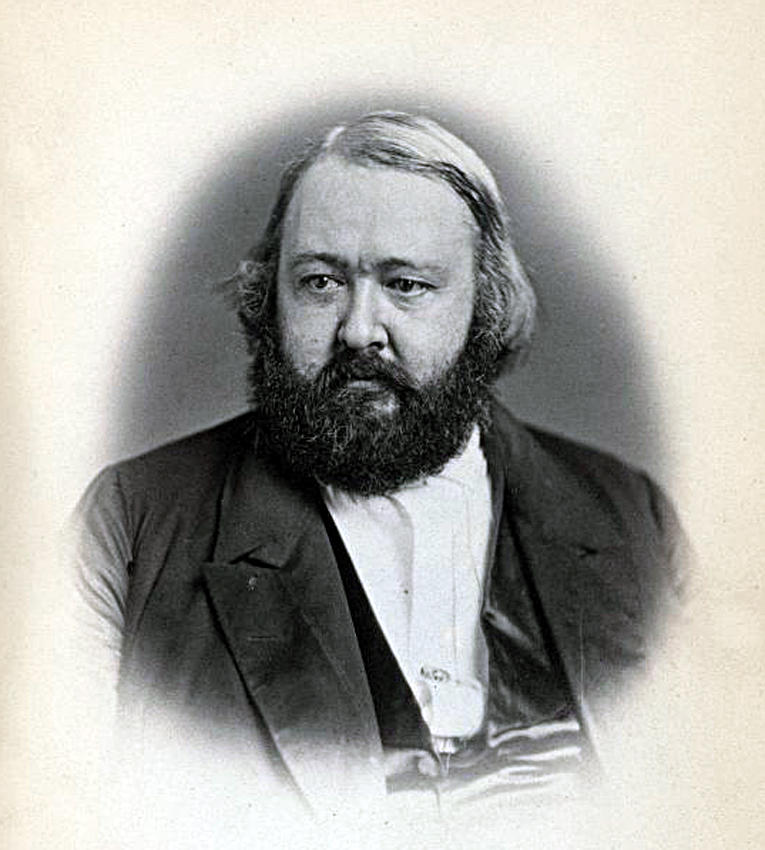
William Lewis Dewart (1859)

William Lewis Dewart (* 21. Juni 1821 in Sunbury, Northumberland County, Pennsylvania; † 19. April 1888 ebenda) war ein US-amerikanischer Politiker. Zwischen 1857 und 1859 vertrat er den Bundesstaat Pennsylvania im US-Repräsentantenhaus.

## Werdegang
William Dewart besuchte die öffentlichen Schulen seiner Heimat und in Harrisburg. Danach absolvierte er die Dickinson Preparatory School in Carlisle und im Jahr 1839 das Princeton College. Nach einem anschließenden Jurastudium und seiner 1843 erfolgten Zulassung als Rechtsanwalt begann er in Sunbury in diesem Beruf zu arbeiten. Gleichzeitig schlug er als Mitglied der Demokratischen Partei eine politische Laufbahn ein. Zwischen 1845 und 1846 war er Ortsvorsteher von Sunbury. Außerdem leitete er den dortigen Schulausschuss. In den Jahren 1852, 1856, 1860 und 1884 nahm er als Delegierter an den Democratic National Conventions teil. 1854 kandidierte er noch erfolglos für den Kongress.
Bei den Kongresswahlen des Jahres 1856 wurde Dewart im elften Wahlbezirk von Pennsylvania in das US-Repräsentantenhaus in Washington, D.C. gewählt, wo er am 4. März 1857 die Nachfolge von James Hepburn Campbell antrat. Da er im Jahr 1858 seinem Vorgänger Campbell unterlag, konnte er bis zum 3. März 1859 nur eine Legislaturperiode im Kongress absolvieren. Diese war von den Ereignissen im Vorfeld des Bürgerkrieges geprägt. Während seiner Zeit als Kongressabgeordneter war Dewart Vorsitzender des Committee on Revisal and Unfinished Business.
Nach dem Ende seiner Zeit im US-Repräsentantenhaus praktizierte er wieder als Anwalt in Sunbury, wo er am 19. April 1888 verstarb.